# Епархия Элдорета
Епархия Элдорета (лат. Dioecesis Eldoretensis) — епархия Римско-Католической Церкви с центром в городе Элдорет, Кения. Епархия Элдорета входит в митрополию Кисуму. Кафедральным собором епархии Элдорета является церковь Святейшего Сердца Иисуса в городе Хома Бэй.

## История
29 июня 1953 года Римский папа Пий XII издал буллу Quae ad christifidelium, которой учредил апостольскую префектуру Элдорета, выделив её из епархии Кисуму.
13 октября 1959 года Римский папа Иоанн XXIII издал буллу Christianorum societas, которой преобразовал апостольскую префектуру Элдорета в епархию. В этот же день епархия Элдорета вошла в митрополию Найроби.
11 января 1968 года епархия Элдорета передала часть своей территории для возведения новой апостольской префектуры Лодвара (сегодня — Епархия Лодвара) и епархии Накуру.
21 мая 1990 года епархия Элдорета вошла в митрополию Кисуму.
3 апреля 1998 года епархия Элдорета передала часть своей территории для возведения новой епархии Китале.
10 июля 2025 года епархия Элдорета передала часть своей территории для возведения новой епархии Капсабета.

## Ординарии епархии
- епископ Joseph Brendan Houlihan SPS [1] (29.01.1954 — 19.10.1970);
- епископ John Njenga (19.10.1970 — 25.10.1988 — назначен епископом Момбасы);
- епископ Cornelius Kipng’eno Arap Korir (2.04.1990 — 30.10.2017, до смерти);
  - Sede vacante (2017—2019);
- епископ Dominic Kimengich (16.11.2019 — по настоящее время).

## Источник
- Annuario Pontificio, Libreria Editrice Vaticana, Città del Vaticano, 2003, ISBN 88-209-7422-3
- Булла Quae ad christifidelium, AAS 46 (1954), стр. 241  (лат.)
- Булла Christianorum societas, AAS 52 (1960), стр. 129  (лат.)